# Villa De Rycke

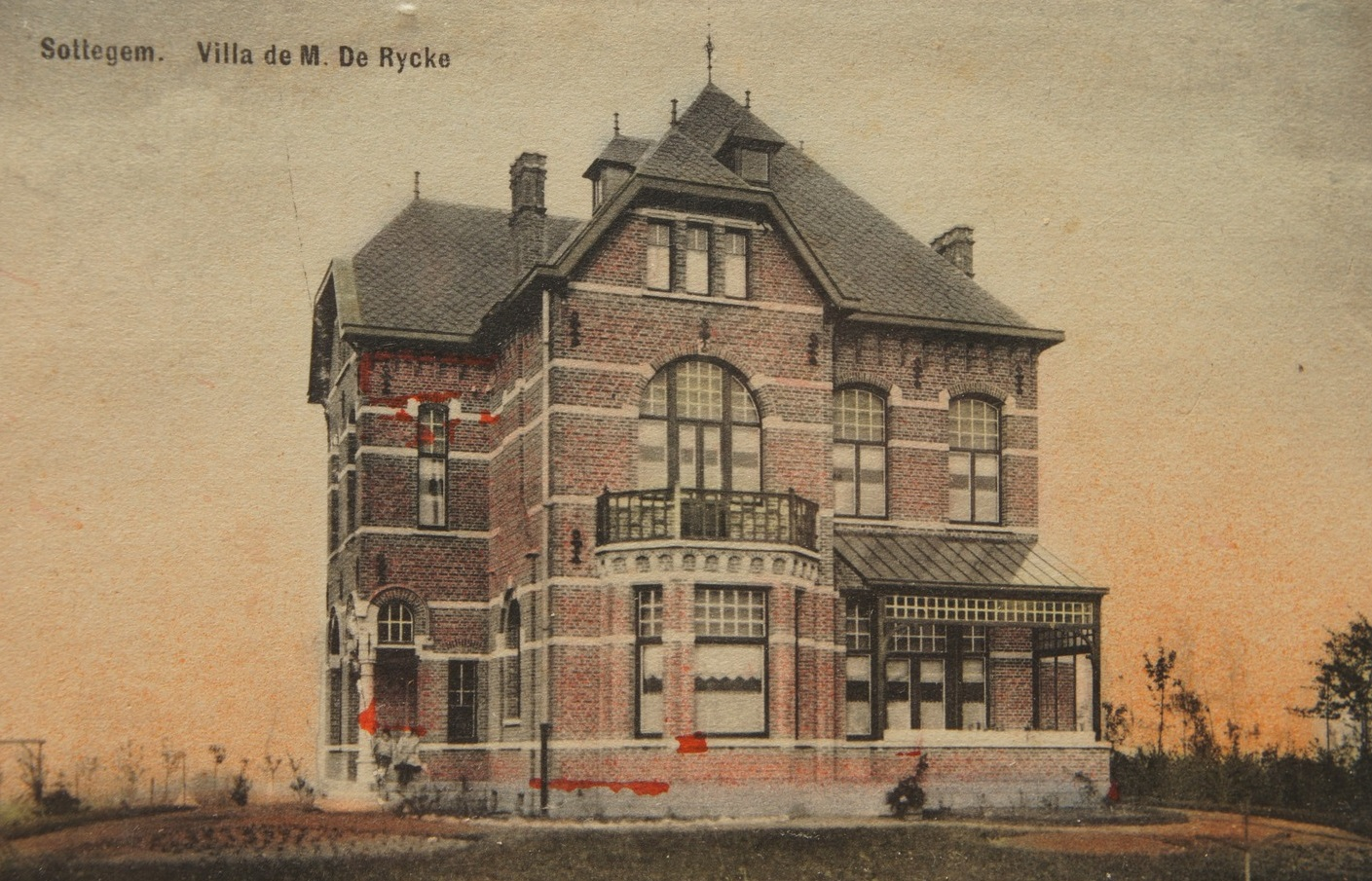
Villa De Rycke (historische prentbriefkaart, tussen 1906 en 1915 gemaakt)

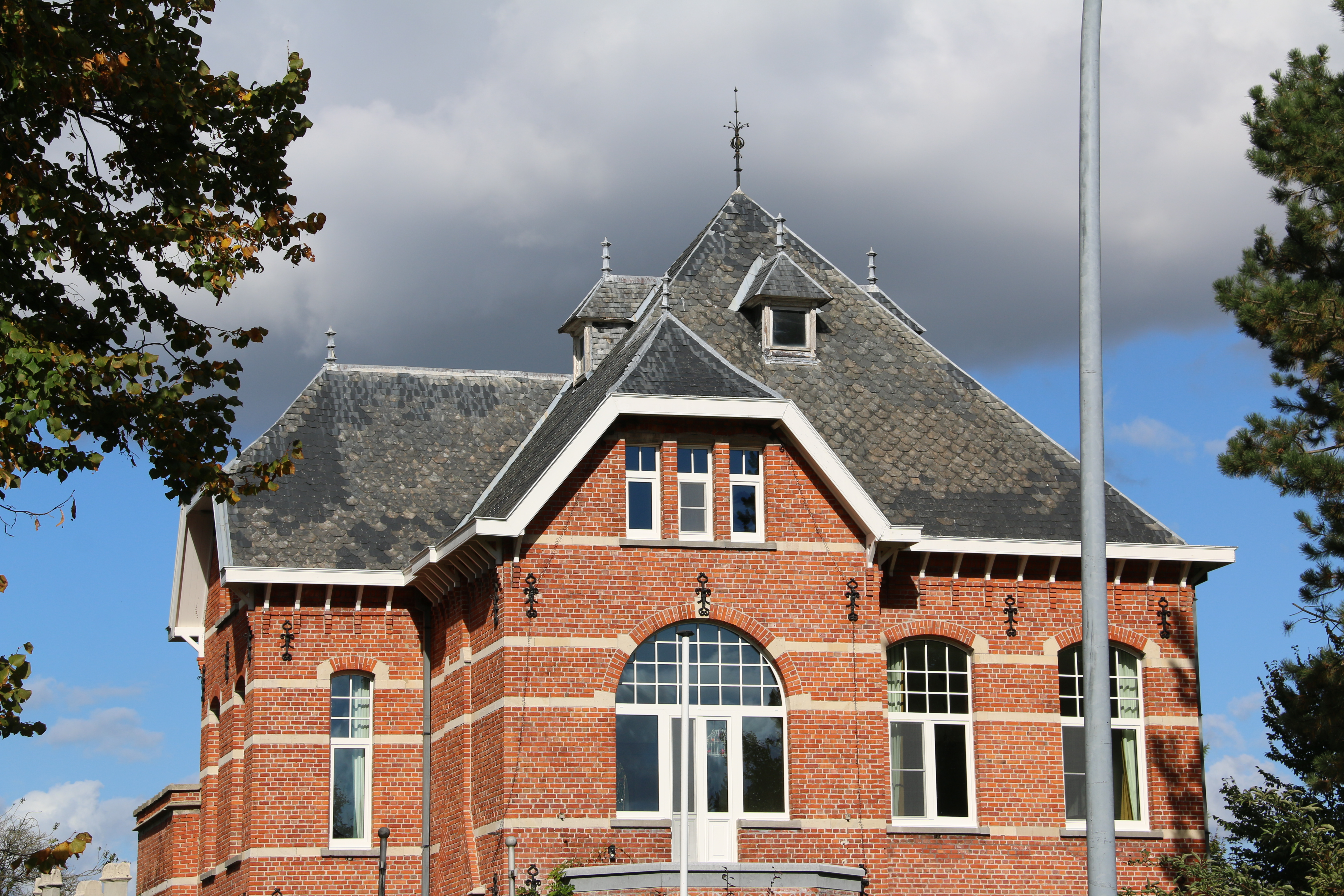
Villa De Rycke

Villa De Rycke is een villa aan de Grotenbergestraat in de Belgische stad Zottegem. De villa werd omstreeks 1910-1915 opgetrokken voor Mr. De Rycke. In de jaren dertig werd de villa gekocht door chirurg Michiels. Het landhuis werd vanaf de jaren 70 door de stad Zottegem ter beschikking gesteld aan het Belgische Ministerie van Justitie en werd tot 2017 gebruikt als vredegerecht voor het Kanton Zottegem (tot de jaren 90 waren er ook een politierechtbank en een afdeling van de arbeidsrechtbank in gevestigd). In 2014 werden er opnames gemaakt voor de Eén-televisieserie Nieuw Texas . In 2020 werd het gebouw verkocht aan particulieren  en gerenoveerd.